# China Open 1993
Il 	China Open 1993 è stato un torneo di tennis giocato sul sintetico indoor a Pechino in Cina. È stata la 1ª edizione del torneo che fa parte della categoria World Series nell'ambito dell'ATP Tour 1993. Il torneo si è giocato dal 18 al 24 ottobre.

## Campioni

### Singolare maschile
Michael Chang ha battuto in finale  Greg Rusedski con il punteggio di 7–6(5), 6(6)–7, 6–4

### Doppio maschile
Paul Annacone /  Doug Flach hanno battuto in finale  Jacco Eltingh /  Paul Haarhuis con il punteggio di 7–6, 6–3